# Kinza
Kinza (キンザ) (Japón: 日本) es un navegador web basado en Chromium, desarrollado por Dayz Co., Ltd. Está disponible gratuitamente. Actualmente el navegador está disponible para Windows y macOS.

## Política de desarrollo
Kinza ha indicado que escuchará a los usuarios y se desarrollará a través de conversaciones con los usuarios. La base de desarrollo está ubicado en Nihonbashi Tokio. En comparación con las principales marcas del mundo, esta es más cercana a los usuarios y es un navegador en el que se puede sentir la hospitalidad exclusiva de Japón.

## Funciones
Además de estar equipado con gestos del mouse , paneles laterales, lectores de feeds RSS , etc. desde el principio, también tiene funciones de súper arrastre como abrir resultados de búsqueda en segundo plano arrastrando la cadena de caracteres seleccionada y buscando con un motor de búsqueda diferente al valor por defecto .
A partir de la versión 3.6.0 , la versión de Windows admite la reproducción de los llamados videos HTML5 , MP4 y MP3 . Al igual que otros navegadores derivados de Chromium, no se pudo reproducir porque el problema de la licencia no estaba claro, pero es posible gracias a una "solución técnica".
Si se instala en una configuración regional que no sea japonesa, la interfaz de usuario será en inglés y el motor de búsqueda estándar será DuckDuckGo . En el entorno japonés, se puede seleccionar como una opción de motor de búsqueda.

## Historial de versiones
Lista detallada de elementos de corrección.

### 2014
- 12 de mayo - 1.0.0 - Omniiver, lector de RSS
- 19 de junio - 1.1.0 - RSS encendido / apagado en Omnibar
- 25 de julio - 1.2.0 - función de súper arrastre
- 20 de agosto - 1.3.0 - gesto del ratón
- 26 de septiembre - 1.4.0 - operación de pestaña con el botón derecho
- 31 de octubre - 1.5.0 - Botón Restaurar pestaña
- 11 de noviembre - 1.6.0 - gesto de la rueda del ratón
- 12 de diciembre - 1.7.0 - Gesto de casillero

### 2015
- 30 de enero - 1.8.0 - Adopción del complemento flash de la versión PPAPI de gestos de ratón
- 27 de febrero - 1.9.0 - mayor funcionalidad de clic derecho
- 31 de marzo - 2.0.0 - marcador en la barra lateral
- 24 de abril - 2.1.0 - Historia en la barra lateral
- 29 de mayo - 2.2.0 - cambio de destino de la caché
- 30 de junio - 2.3.0 - Varias opciones en la barra lateral
- 31 de julio - 2.4.0 - compatible con Windows 10 / RSS en la barra lateral
- 31 de agosto - 2.5.0 - Nuevos cambios en la interfaz de pestañas
- 30 de septiembre - 2.6.0 - opción para eliminar el historial al final
- 30 de octubre - 2.7.0 - clave de jefe
- 3 de diciembre - 2.8.0 - Silenciar pestañas
- 4 de diciembre - 2.8.1 - versión de memoria de pestaña ajustada
- 21 de diciembre - 2.8.2 - varias correcciones de errores

### 2016
- 29 de enero - 2.9.0 - opcional para la forma de pestaña
- 8 de marzo - 3.0.0 - pestaña vertical
- 27 de abril - 3.1.0 - corrección de errores
- 15 de junio - 3.2.0 - lanzamiento de la versión 3.2.0 para Mac
- 17 de agosto - 3.3.0 - Pestaña derecha
- 21 de septiembre - 3.4.0 - Diseño de materiales
- 2 de noviembre - 3.5.0 -  Ficha Árbol
- 12 de diciembre - 3.5.1 - corrección de errores
- 21 de diciembre - 3.6.0 - Soporte de reproducción de MP3 / MP4

### 2017
- 14 de febrero - 3.7.0 - configuración agregada para deshabilitar el desplazamiento automático
- 29 de marzo - 3.8.0 - Corrección de errores
- 5 de abril - 3.8.1 - corrección de errores
- 11 de abril - 3.8.2 - corrección de errores
- 10 de mayo - 3.9.0 - mejoras para la barra de descarga y la página de descarga
- 17 de mayo - 3.9.1 - corrección de errores
- 27 de junio - 4.0.0 - versión de 64 bits lanzada

## Elementos relanionados
- Chromium
- navegador web